# Plessis-de-Roye
Plessis-de-Roye – miejscowość i gmina we Francji, w regionie Hauts-de-France, w departamencie Oise.
Według danych na rok 1990 gminę zamieszkiwało 147 osób, a gęstość zaludnienia wynosiła 24 osoby/km² (wśród 2293 gmin Pikardii Plessis-de-Roye plasuje się na 850. miejscu pod względem liczby ludności, natomiast pod względem powierzchni na miejscu 771.).